# Phengodes bimaculata
Phengodes bimaculata là một loài bọ cánh cứng trong họ Phengodidae. Loài này được Gorham miêu tả khoa học năm 1881.